# Madaya
Madaya (en árabe: مضايا‎, romanizado: Maḍāyā) es una pequeña ciudad montañosa ubicada en Siria, a una altitud de 1,400 metros sobre el nivel del mar. Está localizada a aproximadamente 40 km al noroeste de Damasco, en la vertiente oriental del Antilíbano, en la Gobernación de la Campiña de Damasco. Madaya suele estar cubierta de nieve durante los meses de invierno, especialmente en enero y febrero. Gracias a su altitud y a su relativa cercanía a Damasco, antes de la Guerra civil siria Madaya era conocida como un centro de vacaciones.
Según la Agencia Central de Estadísticas de Siria (CBS), Madaya tuvo una población de 9.371 en el censo del 2004. Sus habitantes son predominantemente musulmanes suníes.
Madaya alberga un gran mercado ilegal en el cual se venden marcas extranjeras, que se introducen de contrabando desde la vecina Chtaura, situada al otro lado de la frontera, en el Líbano. 

## Historia
No hay datos fiables sobre la fundación de la ciudad que estén disponibles.[cita requerida]
Desde julio de 2015, la ciudad estuvo informada para ser asediada por una combinación de las fuerzas sirias leales a Presidente Bashar al-Assad y su aliado, la milicia libanesa Hezbollah.